# Yunusabad
Yunusabad (também pronunciado Yunusobod ou Yunus Abad) é um dos 11 distritos (tuman) de Tasquente, a capital do Uzbequistão. 

## Características
O distrito foi estabelecido em 1981 com o nome de Kirov,, com referência ao líder bolchevique russo Sergey Kirov.